# 성환찰방
성환찰방은 대한민국 충청남도 천안시 서북구 성환읍에 있다. 1995년 5월 10일 천안시의 향토유적 제37호로 지정되었다.

## 개요
충청도, 경상도, 전라도를 잇는 삼남대로(三南大路)의 요충지에 위치하며, 주변 11개역을 관리하던 조선시대 역(驛)이다. 역도(驛道) 명칭은 성환도(成歡道)이며, 중심역인 성환역에는 종6품 찰방이 근무하였다.